# Laila Peak (Nanga-Parbat-Massiv)
Der Laila Peak ist ein 6132 Meter hoher Berg im Nanga-Parbat-Massiv in Pakistan an der Grenze von Gilgit-Baltistan und Asad Kaschmir. Weitere (veraltete) Bergnamen sind Toshe V, Toshain V und Shounter Peak.

## Lage
Der Laila Peak befindet sich im äußersten Südosten des Himalaya, 18,5 km südwestlich des Achttausenders Nanga Parbat. Ein Grat führt nach Nordwesten zum 3,8 km entfernten 6424 m hohen Sarwali Peak. Die Schartenhöhe beträgt etwa 572 m. Nach Osten führt ein Gebirgskamm zum 6290 m hohen Shaigiri. Nach Süden hin verläuft ein 16 km langer langsam abfallender Höhenkamm. Die Nordflanke des Laila Peak wird über den Rupalgletscher entwässert. Unterhalb der Westflanke befindet sich der Sarawaligletscher, unterhalb der Ostflanke der Shonthargletscher. Beide Talgletscher sind nach Süden ausgerichtet und bestanden Mitte der 2020er Jahre größtenteils nur noch aus einer Moräne mit Schuttmaterial. Das Schmelzwasser der beiden Gletscher fließt dem Shonthar Nala zu, ein Nebenfluss des Nilam.

## Besteigungsgeschichte
Am 11. Juli 1997 gelang einer dreiköpfigen Bergsteigergruppe (Anne Riedel, Christian Walter, Thomas Niederlein) aus Deutschland vermeintlich die Erstbesteigung des Laila Peak über den Ostgrat. Mehr als 10 Jahre später wurde bekannt, dass der Berg schon zuvor zweimal bestiegen wurde.
Die Erstbesteigung des Laila Peak gelang am 12. August 1974 Susan Jarrell, Roger Mellem, Mary Omberg und William Unsoeld. Diese bezeichneten damals den bestiegenen Gipfel als „Toshain II“.
Eine zweite Besteigung fand im Folgejahr durch eine vierköpfige Gruppe statt. Zur Gruppe gehörten Manfred und Christa Sturm sowie Margret Schnait.